# Cash Asmussen
Brian Keith Asmussen, sedan 1977 Cash Asmussen, född 15 mars 1962 i Agar i South Dakota i USA, är en amerikansk galopptränare och före detta jockey.

## Karriär
Asmussen föddes i Agar i South Dakota, men familjen flyttade till Laredo i Texas då han var fem år gammal. Hans far, Keith, har varit verksam som jockey och hans mor Marilyn har varit galopptränare. De driver nu El Primero Training Center och Asmussen Horse Center, för avel och försäljning, båda i Laredo. Även hans yngre bror, Steve Asmussen, är en framgångsrik galopptränare.
Asmussen tog sin första större seger i Beldame Stakes 1979 och vann årets Eclipse Award for Outstanding Apprentice Jockey. 1981 red han Wayward Lass till seger i Coaching Club American Oaks på Belmont Park, och reste till Japan där han vann Japan Cup på Mairzy Doates.

### Frankrike
Året därpå vann han Washington, DC International Stakes och hans första av två Turf Classic Invitational Stakes. Han blev därefter väldigt framgångsrik som jockey i Frankrike, där han red för hästägaren Stavros Niarchos. Asmussen blev den första utländska ryttaren som vann det franska jockeychampionatet 1985. Mellan 1985 och 1990 tog Asmussen det franska jockeychampionatet, förutom 1987, då han tävlade i Irland. 1991 red han Suave Dancer till seger i Prix de l'Arc de Triomphe, Frankrikes mest prestigefyllda lopp. 1998 tog han en dubbel derbyseger med Dream Well, då de segrade i både Prix du Jockey Club och Irish Derby. Under sin karriär i Frankrike vann han många andra grupp 1-löp.
Asmussen pensionerade sig som jockey 2001, och är istället verksam som galopptränare. Under sin jockeykarriär tog han mer än 3000 segrar.